# 어밀리아 에어하트
아밀리아 메리 에어하트(영어: Amelia Mary Earhart, 1897년 7월 24일 ~ 1937년 7월 2일 실종)는 미국의 비행사이자 작가이다. 여성으로는 최초로 대서양 횡단비행에 성공하였다. 1937년 7월 2일 뉴기니섬의 라에를 출발해 남태평양을 횡단하다 하울랜드섬 부근에서 실종되었고, 1939년 1월 5일에 실종 당시 사망한 것으로 공식 발표되었다.

## 어린 시절
어밀리아 에어하트는 1897년 7월 24일 미국 캔자스주 앳친슨에서 태어났다. 그녀는 나무를 오르거나 소총으로 쥐를 잡는 등 어렸을 적부터 모험가적 기질을 보였다. 제1차 세계 대전 때에는 토론토의 스패디나 육군 병원에서 간호사로 일했다. 의학을 공부하기 위해 컬럼비아 대학교에 입학했으나, 1년 만에 중퇴했다. 그녀는 눈의 동공에 통증을 자주 느껴 수술을 여러 차례 받았지만 성공적이지는 못했었다. 1921년 1월 3일 여성 파일럿이었던 네타 스누크로부터 첫 비행 훈련을 받았고, 6개월 뒤에 에어하트는 1922년 7월 24일 25번째 생일이 된 그녀는 발키너라는 항공사에서 '카나리아(The Canary)'라고 별명을 붙인 황색 중고 복엽기 키너 에어스터를 구매했다. 1922년 10월 22일에 에어스터로 고도 4,300m를 날아 여성 파일럿으로서의 기록을 세웠다. 1923년 5월 15일에는 국제항공연맹에 의해 여성으로는 16번째로 파일럿 면허증을 땄다.

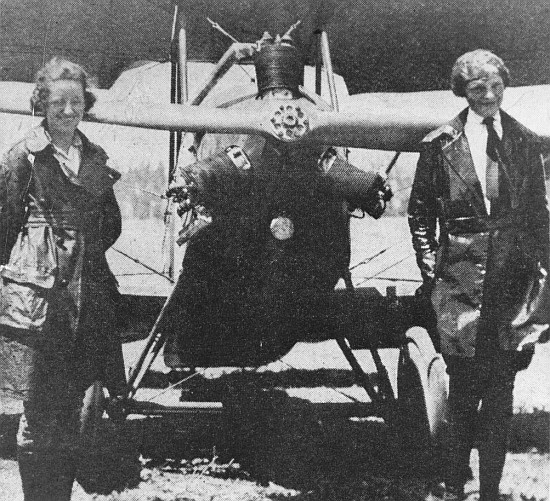
네타 스누크(왼쪽)과 에어하트. 1921년 경 키너 에어스터 앞에서 촬영

## 비행 경력과 결혼

### 보스턴
보스턴 글로브는 에어하트를 '미국에서 가장 뛰어난 여성 파일럿 중 하나'라고 기술했었다. 그러나 비행 전문가와 숙련된 파일럿들은 수십 년 동안 이에 대해 논쟁했다. 한 중요한 실수가 새 기록을 갱신하려고 노력했을 때 일어났는데, 단지 3000피트(910미터) 상승했었을 때 구름둑 사이로 급하강하면서 그녀의 도전은 끝났다. 숙련된 파일럿들은 그녀에게 구름둑이 땅에 닿을 때까지 가까웠다고 가정해 보라며 충고해 주었다. 에어하트는 분했으나, 파일럿으로서의 그녀의 한계를 인정하였고, 그녀의 경력 기간 동안 여러 교관들로부터 조언을 구했다.
이 기간 동안, 그녀의 할머니의 유산이 계속해서 감소되어가고 있었고, 마침내 투자가 실패해서 모두 탕진했다. 이러한 이유로, 비행에 투자한 것을 즉시 되찾을 수 있는 가능성이 없었기 때문에, 에어하트는 그녀의 비행기인 키너 에어스터를 팔고 노란색 2인승 키셀 스피드스터 자동차를 샀다. 같은 때에, 그녀는 다시 동공에 통증을 느껴 병원에 입원했으나, 수술은 다시 성공적이지 못했다. 1924년 부모가 이혼했을 때, 그녀는 모친과 함께 대륙 횡단 여행을 떠났고, 다시 앨버타주 캘거리로 여행을 갔다. 이 여행은 마침내 보스턴에 도착했고, 그녀는 다시 공동에 통증을 느꼈으나 이번 수술은 전보다 더 성공적이었다. 회복된 후에, 그녀는 컬럼비아 대학교에 몇 개월 동안 다녔고, MIT에 등록하려 했으나 수업료를 충당할 수 없어 다시 학업을 그만두었다. 그녀는 곧 교사로서 일하기 시작했고, 1925년에는 매사추세츠주 메드포드에 살며 데니슨 하우스에서 사회 사업가로서 일했다. 그녀가 메드포드에 살 때, 매사추세츠주 퀸시에 있는 데니슨 공항에서 공항의 첫 공식적인 비행을 기록했다.
에어하트는 비행에 관한 그녀의 관심을 유지했고, 미국 항공 협회 보스턴 지부의 일원으로서 활약했으며, 부회장으로 선출되기도 했다. 그녀는 또한 데니슨 공항에 돈을 투자하기도 했으며, 보스턴 지역에서 키너 에어스터의 판매 대리인으로서 활동하기도 했다. 그녀는 비행을 장려하는 칼럼을 지역신문에 게재했고, 지역 명성이 높아짐에 따라 여성 비행가에게 헌신하는 단체에 관한 계획을 내놓았다.

### 1928년 대서양 횡단 비행
1927년 찰스 린드버그의 단독 대서양 횡단 비행 후, 에이미 핍스 게스트가 대서양을 횡단 비행한 최초의 여성이 되는 것에 대한 관심을 드러냈다. 그녀가 그 계획이 착수하기에 위험하다고 판단을 내린 후에, 다른 사람을 찾기로 했다. 에어하트는 1928년 4월 힐튼 H. 레일리 대령으로부터 대서양을 횡단해달라는 요청을 받았다.
프로젝트의 책임자(조지 P. 푸트남을 포함)들은 그녀와 인터뷰했고, 파일럿 윌머 스털츠와 보조 파일럿이자 정비사 루이스 고든과 함께 비행을 함께할 것을 요청했다. 그 팀은 1928년 6월 17일 뉴펀들랜드 트레퍼시 만을 출발해 정확히 20시간 40분 후에 웨일스 버리포트에 착륙했다. 비행의 대부분이 계기 비행이었고, 그녀는 이런 종류의 비행에 대한 연습이 없었기 때문에, 그녀는 비행기를 조종하지 않았다. 착륙 후의 인터뷰에서, 그녀는 스털츠가 모든 비행을 해야만 했으며, 자신은 짐에 불과했다고 말했다. 그러면서 언젠가 혼자 다시 시도해 보겠다고 말했다. 1928년 6월 19일 잉글랜드 사우샘프턴 울스턴에 착륙했을 때 그녀는 환대받았다. 스털츠 및 고든과 에어하트가 미국으로 돌아왔을 때, 그들은 뉴욕에서 색종이 테이프 퍼레이드와 함께 환영받았고 백악관에서 대통령 캘빈 쿨리지에게 환영받았다.

### 홍보 비행
에어하트는 《코스모폴리탄》지(誌)의 부편집장 직책을 수락했다. 그녀는 이 포럼 란을 비행에 대한 더 나은 대중 인식 확립의 기회로 여기고, 여성들의 항공분야 부문 참여에 대해 집중적으로 기고했다. 1929년, 그녀는 찰스 린드버그와 함께 항공 수송의 발달을 통해 상업 항공 여행을 촉진시킨 최초의 비행가중 하나였다. 그녀는 트랜스 콘티넨털 에어트랜스포트의 대표였으며, 뉴욕과 워싱턴 DC 간의 첫 지역간 왕복 항공편을 개설하는 데 시간과 돈을 투자했다. 그녀는 또한 보스턴-메인 항공과 다른 북동부 항공사의 항공로를 제어하던 내셔널항공의 부회장이었다. 1940년, 내셔널항공은 노스이스트항공이 되었다.

### 경주 비행
에어하트는 대륙 횡단 비행으로 명성을 얻었지만, 그녀 자신의 흐린 데 없는 기록을 세우려고 노력했다. 1928년 8월에 그녀는 북아메리카 대륙을 횡단한 첫 여성 파일럿이 되었다. 그녀의 비행 능력과 전문가 근성은 점차적으로 성장했고, 그녀와 함께 비행했던 경험 많은 전문 파일럿들은 그녀를 인정했다. 1929년에 그녀와 함께 비행했던 리 웨이드 대장은 그녀를 섬세한 조종간 조작법을 가진 타고난 파일럿이라고 칭찬했다.
그 후에, 에어하트는 1929년 열린 산타모니카-클리블랜드 여성 비행 더비 도중에 첫 경주 비행 시도를 했다. 경주의 마지막 중간착륙장까지, 에어하트와 그녀의 친구인 루스 니콜스는 공동 1등이었다. 니콜스는 에어하트보다 먼저 출발했으나, 활주로의 끝에서 트랙터와 부딪혔고 비행기는 뒤집혔다. 에어하트는 출발하지 않고 니콜스의 비행기로 달려가 니콜스를 비행기 밖으로 끌어냈다. 이로 인해 그녀는 시간을 지체했고, 3등으로 도착했다. 그녀의 그 용기있는 행동은 그녀의 욕심 없는 모습의 상징이었다.
1930년 에어하트는 그녀가 적극적으로 독립된 여성 기록을 세우는 것을 증진시켰던 국가항공협회(National Aeronautic Association)의 일원이 되었다. 1931년 피트케언 PCA-2 오토자이로(Pitcairn PCA-2 Autogyro)로 고도 18,415피트(5,613미터)를 날아 세계신기록을 세웠다. 이 시기에, 그녀는 여성 파일럿들을 후원하던 단체인 나인티나인스에 참여했다. 1929년 그녀는 여성 파일럿들과 만났고, 특권을 가진 일원의 숫제에 기초한 이름을 제안했다. 이후에, 그녀는 1930년에 조직의 첫 회장이 되었다. 그녀는 여성 파일럿들의 열렬한 지지자였으며, 1934년 벤딕스 트로피 레이스가 여성 참여를 금지시켰을 때, 그녀는 경주를 열기 위해 여배우 매리 픽포드를 비행기로 나르는 것을 공개적으로 거절했다.

### 결혼
에어하트는 잠시 동안 보스턴 출신의 화학 공학 기술자 새뮤얼 채프먼과 열애했으나, 1928년 11월 23일에 헤어졌다. 같은 시기에, 그녀는 조지 P. 푸트남과 함께 많은 시간을 보냈다. 'GP'로 잘 알려진 조지 P. 푸트남은 1929년 이혼 후 에어하트와 교제했고, 6번의 구애 끝에 1931년 2월 7일 코네티컷주 노엉크의 푸트남의 모친 집에서 결혼식을 올렸다. 에어하트의 결혼에 대한 생각은 당대엔 자유주의적이라서 가족 부양의 책임은 양쪽 모두 같다고 생각했다. 그녀는 Mrs. Putnam으로 언급되는 것보다 자기 자신의 이름으로 언급하길 고수했다. 뉴욕타임즈가 인쇄 편람에 따라 그녀를 Mrs. Putnam으로 언급하길 주장하자, 그녀는 그것을 웃어넘겨 버렸다. 에어하트와 푸트남 사이에서는 아이가 없었지만, 푸트남의 전 아내인 도로시 비니 사이에서 얻은 두 아들이 있었다.
몇 년 후에, 라에에 위치한 푸트남의 거주지에 불이 났고, 에어하트의 개인 기념품을 포함해 푸트남 가족의 귀중품 중 다수를 태웠다. 푸트남이 그의 사촌인 파머에게 출판사의 소유권을 팔았기 때문에, 푸트남과 에어하트는 서부로 옮기기로 결정했다.

### 1932년 단독 대서양 횡단 비행

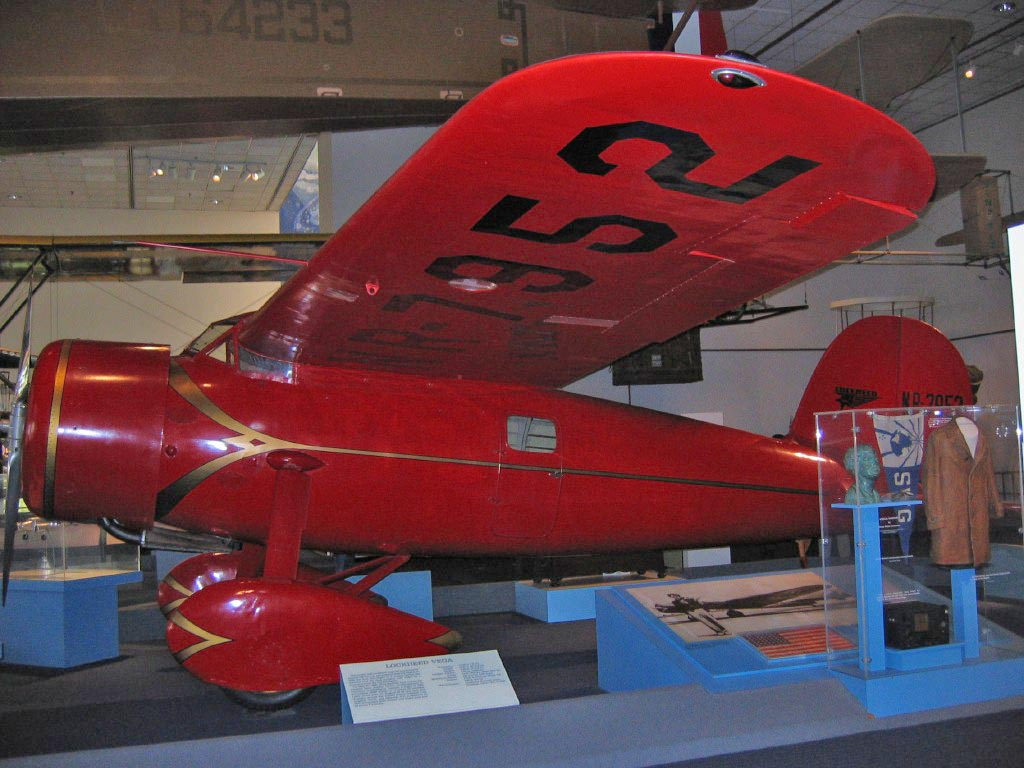
어밀리아 에어하트가 탔던 록히드 베가 5b

1932년 5월 20일 34살의 나이로, 그녀는 출발 날짜 확인을 위한 지역 신문의 복사본과 함께 뉴펀들랜드 하버그레이스를 출발했다. 그녀는 찰스 린드버그의 단독 비행에 필적하기 위해 단발기인 록히드 베가 5b를 타고 파리에 도착하려 했다. 이번 비행의 기술고문은 저명한 노르웨이계 미국인 파일럿 베른트 발첸이었다. 14시간 56분 동안 비행한 후 강한 북풍과 추운 날씨, 기계적 문제 때문에 데리 북쪽의 컬모어에 있는 한 목초지에 착륙했다. 이 지역은 현재 작은 박물관인 ‘어밀리아 에어하트 센터’이다. 그녀가 대서양을 무착륙으로 횡단한 첫 여성이었기에, 미국 국회로부터 공군 수훈 십자 훈장, 프랑스 정부로부터 레지옹 도뇌르 훈장, 허버트 후버 대통령으로부터 내셔널 지오그래픽 협회상 금메달을 수여받았다. 그녀의 명성이 높아짐에 따라, 그녀는 고위 관직의 인사들과 친분을 쌓기 시작했다. 그녀는 1933년부터 1945년까지 영부인이었던 엘리너 루스벨트와 친교를 맺었는데, 엘리너는 에어하트의 관심과 열정, 그리고 특히 여성의 주장에 대해 많은 것을 나누었다. 이 두 사람은 서로 빈번하게 연락했다. 가른 유명한 비행가이자 대중들이 에어하트의 강력한 라이벌이라 간주했던 재클린 코크란 역시 이 시기에 절친한 친구가 되었다.

### 기타 단독 비행
1935년 1월 11일에 그녀는 하와이 호놀룰루에서 캘리포니아주 오클랜드까지 단독으로 비행한 첫 사람이 되었다. 그녀는 마지막 시간 동안 뉴욕 메트로폴리탄 오페라 방송을 들을 만큼 편안하게 있었다. 다음해 4월 19일에는 로스앤젤레스부터 멕시코시티까지 단독으로 비행했고, 멕시코시티에서 뉴욕까지 무착륙으로 비행하려 했다. 뉴저지주 뉴어크에 그녀를 환영하기 위해 모인 관중들은 그녀가 군중들 사이로 활주하지 않게끔 하려고 조심할 만큼 많아 문제였으나 비행은 무사히 끝났다.
에어하트는 다시 장거리 경주 비행에 참가했고, 1935년 벤딕스 트로피 레이스에서 5등을 했다. 이 대회는 특히 거친 대회였는데, 짙은 안개와 격렬한 폭우가 경주를 방해하며 대회 참가자였던 세실 앨런이 이륙 도중에 화염에 휩싸여 사망했고, 라이벌 재클린 코크란은 기계적 문제 때문에 은퇴하게 되었다.
1930년부터 1935년까지, 에어하트는 키너 에어스터, 록히드 베가와 피트케언 오토자이로를 포함한 다양한 기종으로 속도와 비행거리에서 7개의 여성 비행 기록을 세웠다. 1935년에 그녀는 장거리 대양 횡단 비행에서의 록히드 베가의 한계를 깨닫고 깊은 생각 끝에 새 비행기에 탑승하기로 했다.

## 1937년 세계 일주 비행

### 계획
1935년에 에어하트는 퍼듀 대학교 항공학부의 지도 교수와 상담교수가 됐다. 1936년 7월에 그녀는 록히드 L-10 엘렉트라를 퍼듀 대학교로부터 인수받았고, 적도를 따라서 29,000마일(47,000 km)를 비행하는 세계 일주 비행을 계획하기 시작했다. 록히드 엘렉트라가 '나는 실험실'이라고 선전됐었으나, 겨우 약간의 실용적 과학만 계획됐고, 그 비행은 그녀의 다음 책에 대한 대중의 관심과 소재를 얻기 위함과 세계 일주를 하기 위한 목적에 맞춰진 것처럼 보였다. 그녀의 첫 항법사는 1928년에 그녀를 미국으로 데려온 배의 함장이었던 해리 매닝이었다.
로스앤젤레스 비행 단체와의 접촉 후에, 프레드 누넌이 두 번째 항법사로 선택됐다. 그는 해상과 비행 항해 모두에 방대한 경험이 있었다. 누넌은 팬암을 떠난 지 얼마 안됐었고, 샌프란시스코와 마닐라 항로의 팬암 항법사들의 훈련을 책임지고 있었다. 원래의 계획은 누넌이 계획에서 가장 어려운 부분인 하와이에서 하울랜드섬까지의 조종을 맡고, 매닝이 오스트레일리아까지 계속 간 후 그녀 스스로가 나머지 부분을 계속하는 것이었다.

### 첫 번째 시도
1937년 3월 17일 성 파트리치오의 날에, 그들은 캘리포니아주 오클랜드를 떠나 하와이 호놀룰루로 향했다. 에어하트와 누넌, 매닝 이외에 할리우드 스턴트 파일럿이자 에어하트의 기술 고문이던 폴 만츠가 같이 탑승했다. 급유와 프로펠러 축 문제 때문에, 비행기는 하와이에서 정비가 필요했다. 그들은 진주만의 포드섬에 있는 루크 해군 비행장에 착륙했다. 비행은 루크 비행장에서 에어하트가 이륙 도중 이상 선회한 후 3일 뒤에 재개되었다. AP 통신사 기자를 토함한 루크 비행장의 목격자들은 타이어 파열을 목격했다고 말했다. 에어하트는 엘렉트라의 오른쪽 타이어가 파열됐거나 오른쪽 랜딩기어가 고장났다고 생각했다. 만츠를 포함한 몇몇 이들은 파일럿의 문제를 지적했다.
비행기가 심각하게 손상되었기 때문에, 비행은 연기되었고 비행기는 캘리포니아주 버뱅크의 록히드로 보내져 수리받았다.

### 두 번째 시도
엘렉트라가 수리되고 있는 동안, 에어하트는 푸트남과 같이 자금을 모았고 두 번째 시도를 준비했다. 두 번째 시도는 종전과는 반대로 서쪽에서 동쪽으로 갔다. 오클랜드부터 마이애미까지 다른 이들에게 공표하지 않은 채 비행하면서 시작됐고, 그곳에 도착한 후 그녀의 세계 일주 계획을 알렸다. 프레드 누넌이 두 번째 비행의 유일한 승무원이었다. 그들은 6월 1일에 마이애미를 출발한 후, 남아메리카, 아프리카, 인도와 동남아시아의 중간 착륙지를 거친 후 1937년 6월 29일 뉴기니섬의 라에에 도착했다. 그들은 22,000마일(35,000 km)을 이동했고, 7,000마일(11,000 km)를 남겨두고 있었다.

### 라에 출발
1937년 7월 2일 에어하트와 누넌은 라에에서 출발했다. 그들의 목적지는 하울랜드섬이었다. 미국 해안경비대의 연안 감시선 이타스카 호가 하울랜드섬에서 에어하트와 교신하며 섬 주변에 도착할 때까지 안내하도록 배치됐다.

### 하울랜드섬으로의 마지막 접근

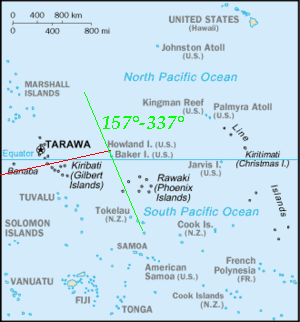
하울랜드섬과 그 일대의 지도. 붉은 선이 에어하트의 예상 경로이다.

아직도 논란의 여지가 있는 일련의 오류와 착오들 때문에, 무선 항법을 이용한 하울랜드섬으로의 마지막 접근은 성공적이지 못했다. 일찍이 프레드 누넌은 무선 방위 측정기를 통한 항로 탐지에서의 정확성 문제에 대해 서술한 적이 있었다. 몇몇 이들은 에어하트가 당시에 최첨단 기술이었던 벤딕스 방위 측정 루프 안테나를 사용하는데에 명백한 이해 부족이 있었다고 지적했다. 다른 이들은 그리니치 평균시를 사용했던 에어하트와 해군의 시간 시스템을 사용했던 이타스카 호 사시에서의 교신 계획상의 오해를 지적했다.
라에에서의 동영상 증거는 기체의 밑부분에 부착돼 있던 안테나가 연료로 가득찬 록히드 엘렉트라가 라에의 거친 활주로를 육상으로 활주하거나 활주로로부터 이륙했을 때 떨어져 나갔을 것에 대한 가능성을 제시했으나, 라에에서 발견되었다고 보고된 안테나는 없었다. 폴 만츠의 전기를 쓴 돈 드위긴스는 파일럿들이 긴 철사 안테나를 쓴 후 그것을 비행기에 보관하는 것이 성가셨기 때문에 안테나를 잘라냈다는 것을 언급했다.

### 무선 통신 신호
에어하트와 누넌이 하울랜드섬으로 접근하는 동안, 이타스카 호는 에어하트로부터 분명하고 뚜렷한 음성 통신을 수신했으나, 에어하트는 이타스카 호로부터의 음성 통신을 들을 수 없었다. 오전 7시 42분에, 에어하트는 이타스카 호를 볼 수 없고, 연료는 바닥나고 있고, 무선으로 연락할 수 없으며, 고도 1,000피트에서 비행 중이라고 발신했다. 오전 7시 58분에, 그녀는 이타스카 호로부터 들을 수가 없으며, 음성 신호를 보내달라고 요청했다. 그들은 그녀가 요청한 주파수로 음성을 보낼 수가 없어서 모스 부호를 대신 보냈다. 에어하트는 이것을 수신했으나, 그들의 방향을 결정할 수가 없다고 말했다.
오전 8시 43분의 교신에서, 에어하트는 북위 157도 남위 337도에 있으며, 6210 킬로헤르츠로 다시 반복하겠다고 말했다. 그러나 몇 분 뒤에, 그녀는 같은 주파수로 아직까지 의문으로 기록된 통신을 보내왔다. 에어하트와 누넌은 하울랜드섬에 도착했다고 믿었으나, 실제로는 5해리(10 km) 떨어진 곳이었다. 이타스카 호는 연기를 만들어내려고 그녀의 기름 온수탱크를 사용했지만, 그들은 연기를 보지 못했다. 하울랜드섬 주변에 흩어진 많은 구름 또한 문제로 지적됐다. 바다 표면에 비친 구름의 어두운 그림자는 섬의 기복없고 완만한 지형과 분간되기에 어려웠다.
팬암은 니쿠마로로섬을 포함한 몇몇 지역에서 신호가 보내졌다는 것을 제시했다. 실종 후 나흘 동안 산발적인 신호가 잡혔으나, 어느 것도 이해할 수 있는 정보를 가져오지는 못했다.

### 수색 노력
이타스카 호는 에어하트의 마지막 교신을 수신한 지 한 시간 후에 하울랜드섬의 북쪽과 서쪽에서 수색을 실시했다. 곧 미국 해군이 수색에 참여했고, 하울랜드섬 부근을 수색했다. 에어하트로부터의 마지막 교신이 있은 지 나흘 후인 1937년 7월 6일에, USS 콜로라도의 함장은 사령관으로부터 해군과 미국 해안경비대의 모든 배를 인계받으라는 명령을 받았다. 후에, 수색 범위는 하울랜드섬 남쪽의 피닉스섬까지 확대되었다. 실종 일주일 후, USS 콜로라도의 해군 비행기가 40여 년 동안 무인도로 남아 있던 니쿠마로로섬을 포함한 몇몇 섬을 탐색했다. 그들은 니쿠마로로섬에서 최근에 사람이 살았던 흔적이 명백히 보였으나, 회답 신호를 이끌어내지 못했고, 마침내 그곳에 아무도 없다고 여겼으며, 니쿠마로로섬의 산호들은 수상 비행기가 어느 방향에서든지 착륙할 수 있을 만큼 넓어서 에어하트가 이 산호에 착륙해 수영해서 혹은 걸어서 해안가에 다다랐을 수도 있다고 보고했다. 그들은 또한 차트에 기록돼 있는 니쿠마로로섬의 모양과 크기가 정확하지 않다는 것을 발견했다. 해군의 수색은 다시 하울랜드섬의 북쪽과 서쪽, 남서쪽에서 실시되었다.
공식 수색은 1937년 7월 19일까지 계속되었다. 미국 해군과 미국 해안경비대가 실시한 이 수색은 400만 달러를 쏟아부으며 미국 역사상 가장 비싸고 철저한 수색이 되었으나, 그 당시의 수색과 구조 기술은 기초적이었고, 몇몇 수색은 잘못된 가정과 결함있는 정보들을 기반으로 실시되었다. 미국 해군과 미국 해안경비대의 전례없는 수색이었으나, 에어하트나 누넌, 엘렉트라의 물질적 증거는 발견되지 않았다. 미국 해군의 USS 렉싱턴과 USS 콜로라도, 이타스카 호와 일본의 해양측량선 고슈 호와 수상 비행기 보조선 가모이 호가 6,7일 동안 150,000 제곱마일을 수색했다.
공식 수색 후 푸트남이 개인 수색을 해서 피닉스섬, 키리티마티섬, 패닝섬, 길버트 제도와 마셜 제도를 수색했으나, 엘렉트라의 잔해는 발견되지 않았다.
푸트남은 미국으로 돌아와 에어하트의 재산의 수탁자가 되어 수색과 관련된 대금을 지불하려 했다. 로스앤젤레스의 검인 재판소에서 푸트남은 에어하트를 실종사 처리하기를 요청했고, 에어하트는 1939년 1월 5일 사망했다고 공식적으로 발표되었다.

## 사망 선고 이후
1940년 키리바시의 니쿠마로로에서 사람의 것으로 추정되는 유골 일부가 발견되어 피지로 보내져 정밀 감식에 들어갔으나, 1941년 4월 4일 단신의 유럽인 또는 유럽계 혼혈의 남성의 것으로 추정된다는 검사 결과가 발표되었다.
이후 1988년부터 역사적 항공기 회수를 위한 국제 단체인 TIGHAR에서 에어하트의 유해를 발견하기 위한 조사에 착수했고, 1998년 법의학 인류학자들에게 유골의 재감식을 요청해 해당 유골이 북유럽 혈통의 장신 여성일 것이라는 소견이 나왔으나, 2015년 유럽인 남성의 것이라는 기존의 결론으로 다시 뒤집혔다.
2010년 TIGHAR 측에서 니쿠마로로 수색 결과 에어하트의 유해 일부로 추정되는 유골 및 각종 유실물을 발견했으며, 2012년 당시 국무장관이었던 힐러리 클린턴은 에어하트 발견을 위해 50만 달러를 지원할 계획임을 밝혔다.
2012년 TIGHAR 측에서 에어하트 실종 당시 이루어진 수색 작업 도중 촬영된 사진을 분석한 결과 도중 비행기 착륙 장치로 보이는 잔해가 발견되어 수색이 재개되었으며, 같은 해 7월 탐사대가 파견되었으나 별다른 소득 없이 하와이로 귀환하였고, 이후 수색 작업에서 촬영된 영상을 분석한 결과 비행기 잔해 일부가 발견되었다고 발표하였다.
2014년에는 2012년 수색 당시 촬영된 영상의 분석 결과를 놓고 TIGHAR 측과 후원 단체 측에서 법정 공방을 벌였으며, 2015년에는 1991년 TIGHAR 측에서 니쿠마로로섬에서 발견된 알루미늄 파편이 에어하트의 비행기에서 떨어져 나온 것이라는 주장이 제기되었다.
2016년에는 TIGHAR 측에서 과거 발표된 유해 검사 결과에 대한 다른 해석 및 몇 가지 기록을 근거로 에어하트가 당시 무인도였던 니쿠마로로에서 조난되어 사망했을 것이라는 견해를 내놓았으며, 2017년에는 마셜 제도의 잴루잇 환초에 위치한 국가 문기록 보관소에 있는 한 장의 사진을 근거로 에어하트가 밀리 환초에 비상착륙한 뒤 일본군에 붙잡혀 일본 제국의 감시하에 살다 사망했을 것이라는 내용의 프로그램이 히스토리 채널에서 방영되었다.
2018년에는 테네시 대학교 측에서 과거 발표된 유해 검사 결과를 재분석해 해당 유골이 에어하트와 99% 일치한다는 주장을 폈으며, 2019년에는 RMS 타이타닉의 잔해를 발견한 로버트 발라드가 에어하트의 비행기를 수색할 예정이라고 발표되었다.

## 유산
에어하트는 당시 국제적 유명 인사였다. 그녀의 수줍으면서도 카리스마 있는 매력과 독립심, 끈기, 압박 속에서의 침착함, 용기, 목표 지향적인 경력과 젊은 나이에 실종은 그녀에게 대중 문화에 오래 남는 명성을 가져다 주었다. 그녀에 대해 쓰여진 수백 개의 기사들과 책들은 소녀들에게 자극적인 이야기가 됐다. 에어하트는 전체적으로 여성주의자의 우상으로 여겨졌다.
에어하트의 비행 기록은 여성 파일럿들을 고무시켰고, 전투기, 글라이더, 연습용 비행기를 다루던 여성 공군 파일럿단(Women Airforce Service Pilots)의 1,000명이 넘는 여성 파일럿들이 제2차 세계대전에서 수송기 파일럿으로 활약하는 결과를 가져왔다.
현재 에어하트가 태어난 곳은 에어하트가 첫 회장이었던 나인티나인스가 유지하고 있는 '어밀리아 에어하트 출생지 박물관'이다.

## 같이 보기
- 앙투안 드 생텍쥐페리